# Alpy (Maskottchen)
Alpy war das offizielle Maskottchen der Winter-Paralympics 1992 im französischen Albertville.

## Beschreibung
Alpy ist ein stilisierter Berggipfel in Form einer Pyramide. Designer Vincent Thiebaut nahm den Grande Motte, einen Berg im Vanoise-Massiv in den französischen Alpen, als Vorbild für das Maskottchen. Alpy wurde auf einem Monoski dargestellt, dieser soll die Sportlichkeit unterstreichen. Die Farben des Maskottchens, weiß, grün und blau, repräsentierten die Reinheit, die Natur und die Hoffnung sowie das Wasser und die Disziplin.